# يلقان درة (مهر أباد)
يلقان درة (بالفارسية: یلقان دره) هي قرية تقع في إيران في Mehrabad Rural District. يقدر عدد سكانها بـ 101 نسمة بحسب إحصاء 2016.